# Ciudad Blanca (Honduras)
La Ciudad Blanca, en ocasiones Kahã Kamasa o Ciudad del Dios Mono, es el nombre de una ciudad legendaria de localización indeterminada en el este de Honduras. 
Desde 2017 se la relaciona con el sitio arqueológico 955 La Ciudad del Jaguar en el departamento de Olancho, en la zona de la selva tropical reserva de la biosfera de Río Plátano.
Sin embargo, a lo largo del tiempo se ha identificado como Ciudad Blanca a otros yacimientos arqueológicos de la región, que pertenece al área istmo-colombiana. Además, Ciudad Blanca ha sido objeto de debate entre los arqueólogos e historiadores en cuanto a su existencia real más allá de la tradición, ubicación en Centroamérica o periodo histórico.
Esta región oriental Hondureña estuvo ocupada por la colonia británica de Costa de Mosquitos hasta finales del siglo XIX.
El origen de la leyenda de la Ciudad Blanca se encuentra en la mezcla entre relatos de los indígenas pech y tawahka con las míticas ciudades buscadas por los exploradores españoles como El Dorado o Cíbola.

## Ciudad Blanca histórica
En época precolombina la actual Honduras recibía el nombre de Hibueras o Guaymuras por los indígenas. Además de la gran civilización maya, se encontraban también los lencas, y los indígenas de lenguas misumalpas como los miskitos y los mayangnas (tawakha), y de lenguas chibchenses como los pech. La tenencia de la tierra indica cuales fueron sus naciones y territorios fronterizos, su organización de gobierno, lengua y hasta sus vestigios. 

Plano Geografico de la mayor parte de el Reyno de Goatemala (1770)

Mapa de la bahía de Hondras y Costa de Mosquitos con número de habitantes y mercancías exportadas (1782)

Durante la época española, alrededor de 1520, Cortés recibió lo que él considera como "informes fidedignos de provincias muy extensas y ricas, y que los jefes son poderosos gobernantes". Por ejemplo, Cortés hizo preguntas acerca de un lugar llamado Hueitlapatlán (literalmente "Vieja Tierra" de "Tierra Roja" en Nahua), también conocida como Xucutaco (escrito Axucutaco en una copia de las cartas de Cortés) durante seis años. En 1526, escribió al Emperador español Carlos V, donde detalla lo que había aprendido. "Tan maravilloso son los informes acerca de esta provincia en particular", escribió, "que incluso permitiendo en gran medida por la exageración, que superará México en las riquezas, e igual que en el tamaño de sus ciudades y pueblos, la densidad de su población, y la cultura de sus habitantes." De acuerdo con Cortés, este lugar estaba situado "entre cincuenta y sesenta leguas" (alrededor de 130 a 155 millas/210 hasta 250 km) de Trujillo, ciudad que se fundó en 1525. A pesar de que a menudo se supone que Cortés y otros conquistadores buscaron ella, no hay constancia de tales intentos y nunca fue localizado la aludida ciudad. Los indígenas chapagua y los papayeca se rebelaron ante el establecimiento de Trujillo de los españoles, quienes pacificaron el territorio mediante acciones bélicas y acuerdos con los caciques. Estando la esclavitud indígena prohibida desde las Leyes de Burgos de 1512, para 1550 se había levantado la fortaleza de Santa Bárbara para defender las costas de los piratas de las naciones enemigas de España, como neerlandeses, ingleses y franceses. La actividad minera en la que se empleaban los indígenas españoles en los ríos Paulaya y Plátano tuvo que abandonarse ante los constantes ataques de piratas y sus alianzas con los misquitos y los caníbales rah de la región Chilmeca.  Ante el asedio del puerto de Trujillo por los piratas, en 1645 trescientos indígenas de una encomienda fueron trasladados al puerto de Santo Tomás de Castilla (actual Guatemala).
Precedida por la presencia del pirata neerlandés Abraham Blauvelt en Bluefields (actual Nicaragua), la colonia inglesa de Costa de Mosquitos tiene su origen en las primeras factorías promovidas en el siglo XVII por la compañía de la Isla de Providencia y la lealtad de los soberanos mosquitos al gobernador de la colonia de Jamaica desde 1655. La colonización inglesa de la Costa de Mosquitos a partir del siglo XVII tuvo un interés exclusivamente mercantil, carente del compromiso de desarrollar el territorio colonizado. Sin embargo, la historiografía de la leyenda negra sostiene que el menor número de indígenas en las zonas que fueron ocupadas por colonias inglesas se debe sin embargo a infecciones traídas por los españoles y la esclavitud de los indígenas por los españoles. Así, se afirma que a mediados del siglo XVI se había trasladado forzosamente a 150.000 indígenas de la región de Trujillo a La Española y a Cuba, muriendo la práctica totalidad de estos al poco tiempo

## Las leyendas de la Ciudad Blanca
Mientras que el nombre concreto de Ciudad Blanca se debe al arqueólogo Eduard Conzemius en 1927, las crónicas de Indias de la exploración y conquista española de América del siglo xvi contienen menciones a lugares de grandes riquezas. Las ciudades leyendarias más representativas son El Dorado y Cíbola, habiendo otras de ubicación o nombre inconcretos, en función de la credibilidad de los relatos de los indígenas. 
Una de las variantes de la leyenda de Ciudad Blanca se remonta al siglo XVI cuando una carta enviada por Cristóbal de Pedraza, obispo de Trujillo, al rey de España da cuenta de su visita a una ciudad indígena de construcciones blancas, que habría estado situada al oriente de Comayagua y Trujillo, en la provincia de Taguzgalpa. El relato de Cristóbal de Pedraza habría impulsado al propio Hernán Cortés a llevar a cabo una expedición para su búsqueda, sin resultado. Más allá de la leyenda, no hubo expedición en época española para localizar la ciudad.
El mito de la Ciudad Blanca se asocia en ocasiones a la denominada región Chilmeca de los misquitos y los rah, aliados de los ingleses, del siglo xvii. 
Las supersticiones de los indígenas pech, tawahkas y miskitos ofrecen los populares relatos de maldiciones para quien acceda o de cuenta de la ubicación de la ciudad. 

## Historia de la búsqueda de la Ciudad Blanca

### SigloXIX
El contexto internacional de expansión del imperio británico y Estados Unidos en Centroamérica y los hallazgos de finales del siglo XIX de Troya (1870) o Nínive (1846) llevaron a incremento en el interés por hallar una ciudad perdida en Centroamérica. 
Obras como Antiquities of Mexico de Lord Kingsborough (1831) o Incidentes de viaje en América Central, Chiapas y Yucatán de John Lloyd Stephens (1841) despertaron un gran interés en el mundo anglosajón, desconocedor de la historia y cultura precolombinas. Los yacimientos arqueológicos como Copán o Tikal (Guatemala),  bien conocidos durante la época española, impresionaron a los viajeros románticos ingleses, quienes contribuyeron a difundir el mito de la ciudad perdida.Los soberanos misquitos, al servicio del imperio británico desde el siglo XVII, firmaron tratados tanto con Honduras (1845) como con Nicaragua (1846) que aseguraban la continuidad de la influencia británica en la región. La expansión de los Estados Unidos bajo la doctrina del destino manifiesto dio lugar durante el siglo XIXi a incursiones de filibusteros como William Walker para la colonización de Centroamérica, que contaban con el respaldo popular de la ciudadanía estadounidense.

### sigloXX
Tras el hallazgo histórico de Machu Picchu (1911), se reavivó el interés por la leyenda de ciudades perdidas en Centroamérica. Durante la Primera Guerra Mundial, el arqueólogo norteamericano Sylvanus Morley, bajo las órdenes de la Oficina de Inteligencia Naval, llevó a cabo un estudio arqueológico y de reconocimiento de los ríos de la región de Costa de Mosquitos. En 1925 antropólogo Herbert Spinden presentó un trabajo ante el Congreso Internacional de Americanistas sobre los artefactos obtenidos en la región hondureña para el museo Peabody de Arqueología y Etnología, que no incluía mención alguna a ruinas o testimonio de poblaciones. En 1927, el aviador estadounidense Charles Lindbergh habría visto "una increíble metrópolis antigua" mientras volaba sobre el este de Honduras, según el relato publicado en la década de los años 50 del siglo XX. 

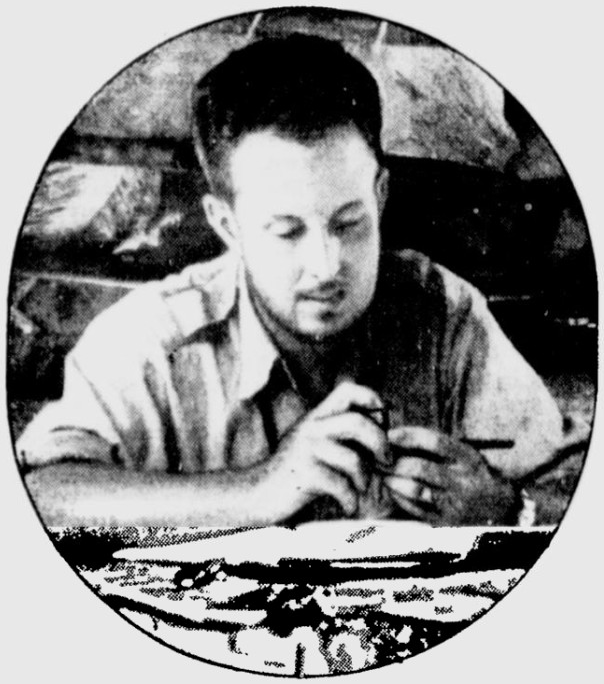
El periodista norteamericano Theodore Morde (1940), a quien se debe el nombre de Ciudad del dios Mono.

La primera mención expresa a Ciudad Blanca se debe a etnógrafo luxemburgués Eduard Conzemius, quien en 1927 presentó su trabajo Los Pech de Honduras ante la Sociedad de Americanistas dando cuenta de que tenía conocimiento del hallazgo veinticinco años antes de la Ciudad Blanca por los buscadores de caucho entre río Paulaya y el Río Plátano, "fue llamada la Ciudad Blanca debido a sus edificios y una pared a su alrededor eran de piedra blanca". 
En 1933, el presidente hondureño Tiburcio Carías Andino patrocinó la primera expedición para el futuro Museo Nacional de Honduras. Fue dirigida por el norteamericano Geoge Gustav Heye, quien fundara el Museo Nacional de los Indios Americanos (1916). La primera exploración realizada por R. Stuart Murray logró hallazgos de artefactos, al tiempo que reproducía las supersticiones locales sobre una mítica Ciudad del dios Mono. La segunda expedición de 1934 tampoco localizó la ciudad. En 1935 el arqueólogo norteamericano William Duncan Strong publicó el informe de sus exploraciones para el Smithsonian que recogía la existencia de la tradición local de la leyenda de la Ciudad Blanca o la ciudad de los Paya en la región superior del río Plátano. En 1939, la expedición financiada por el Museo Nacional de los Indios Americanos del norteamericano Theodore Morde afirmó haber encontrado una Ciudad del Dios Mono. Nunca pudo aportar prueba alguna, aunque su relato tuvo mucha repercusión a cuenta del éxito de la película fantástica King Kong (1933).
La Arqueología de La Costa Del norte (1941) de Doris Zemurray Stone, hija de Samuel Zemurray presidente de la United Fruit Company y propietario del Truxillo Ferrocarril, trataba sobre sitios arqueológicos, como una cueva en Catacamas y artefactos cerámicos similares a la cerámica Cholula del Periodo Clásico o relativos a la región de río Tinto, y ninguna referencia a ciudades.Después de 1940, los anuncios de haber encontrado la "La Ciudad Blanca" aparecieron con frecuencia en los periódicos de Honduras y de Estados Unidos. Sin embargo, no se menciona el nombre de Ciudad Blanca hasta en el año 1941 en la obra "Archaeology of the North Coast of Honduras", una síntesis importante realizada en la región por la arqueóloga Doris Stone.
Más tarde el explorador Tibor Sekelj buscó la Ciudad Blanca en 1952, en una pequeña expedición, sin éxito y que fue financiada por el Ministerio de Cultura de Honduras.
En los años 80 las expediciones británicas Drake y Raleigh exploraron las regiones de los ríos Plátano, Negro y Paulaya, identificando numerosos sitos arqueológicos, incluidas 200 estructuras aún en pie, algunas de las cuales alcanzan hasta 15 metros de altura y 100 metros de longitud. En 1987 los arqueólogos del Instituto Hondureño de Antropología e Historia (IHAH) exploraron Las Crucitas, en el río Aner, cerca de su confluencia con el río Wampú, en la zona más al sur de la reserva de la biosfera de Río Plátano. 
En febrero de 2015, los científicios de la prestigiosa Sociedad y Revista National Geographic se hacen cargo del eventual hallazgo de una civilización perdida dentro de la zona selvática de la Mosquitía hondureña, dichos resultados fueron publicados en su revista de divulgación científica.
El experto Christopher Fisher, manifiesta en su discurso que la población que existió en el sitio pudo haberse establecido en esa zona entre los años 1000 y 1500 después de Cristo.

### Cronología de exploraciones realizadas
- 1526 – Hernán Cortés escribe sobre Hueitapalan, una provincia "Los excesivas riquezas en México"
- 1544 – El obispo Cristóbal de Pedraza visita una ciudad deshabitada "Sin Comer plata ni Oro", informando el sitio del hallazgo.
- 1933 – El Arqueólogo William Duncan Strong explora la Mosquitia para El Smithsonian[49]
- 1940 – El explorador Theodore Morde asegura haber descubierto "La Ciudad Perdida del Dios Mono"[50]
- 1952 - Se realiza una expedición al lugar por parte del explorador Tibor Sekelj; asimismo fue financiado por el Ministerio de Cultura de Honduras.
- 1976 – David Zink y el arqueólogo Edwin M. Shook realizan un film de una expedición en las selvas de La Mosquitia.
- 1985 - Se realiza la Operación Raleigh[51]
- 1990 – El Geógrafo Peter Herlihy, cartografía la rivera de Biosfera del Río Plátano[52]
- 1993 – Los exploradores Jim Ewing y Ted Maschal (a.k.a. Ted Danger)[53]
- 1990 – El Arqueólogo Christopher Begley visita la región de La Mosquitia[54]
- 1998 – Francis Yakam-Simen, Edmond Nezry, James Ewing, y Ted Maschal aseguran encontrar la Ciudad Blanca, usando un Synthetic aperture radar (SAR)[55][56]

## Sitio arqueológico Ciudad Jaguar (sitio 955)
El artículo de investigación Identifying Ancient Settlement Patterns through LiDAR in the Mosquitia Region of Honduras estableció en sus hallazgos que la región de estudio, denominada Valle de la Fortaleza, es una pequeña cuenca de 26 km² cerca de la biosfera del Río Plátano. Los investigadores argumentan que esta región fue ocupada por una red de 19 asentamientos organizados en una jerarquía de tres niveles, incluyendo uno que se caracteriza como una ciudad, la cual llamaron Ciudad del Jaguar (sitio 955). El Valle de la Fortaleza constituye una de las cuencas que forman las cabeceras del Río Pao y está rodeado por un gran anillo de montañas, lo que lo hace naturalmente fortificado.
Los investigadores también sostienen que todos los asentamientos identificados tienen uno o más montículos rectilíneos, compuestos de tierra, con un promedio de 30 x 12 m y 3 m de altura, junto con numerosos montículos circulares más pequeños de varios tamaños y formas, similares a otros en el noreste de Honduras [45,47,66,98–100].
Afirman que la Ciudad del Jaguar, también conocida como sitio 955, se caracteriza mejor como una ciudad debido a lo que refleja el LIDAR. Entre estas características están los altares, la escala general de las plazas, la presencia de una pirámide de tierra en el centro del sitio, las características únicas de los complejos de plazas, la diferenciación social reflejada en el tamaño y la ubicación de las bases de las edificaciones, especialmente las diferencias entre aquellas sobre montículos con plataformas en los bordes de las plazas y las ubicadas en las terrazas circundantes.  
Más de 200 sitios arqueológicos han sido descubiertos y documentados en la Mosquitia, en el siglo pasado (XX) y catalogados tanto por aficionados y profesionales que han buscado en la zona, con las muestras recolectadas se supone que los restos de construcción se encuentran entre el periodo de 800 a 1250 d. C. Sin embargo, sólo unos pocos han sido asignadas de forma sistemática y científicamente para su minuciosa investigación, hasta el momento. La leyenda de la Ciudad Blanca, es un elemento popular del folclore en la república de Honduras, y que ha sido objeto de múltiples películas, programas de televisión, libros, artículos, etc. 
El interés por la Ciudad Blanca renació a finales del siglo XX. En mayo de 2012 el gobierno de Honduras junto al documentalista Steve Elkins hicieron públicos los trabajos de teledetección mediante LIDAR llevados a cabo. Sin embargo, la arqueóloga Rosemary Joyce de la Universidad de California en Berkeley desacreditó que los trabajos correspondieran al hallazgo de la Ciudad Blanca. Testimonio de lo recurrente del tema de la búsqueda de Ciudad Blanca es el libro de no ficción Jungleland (2013) sobre las investigaciones del periodista Christopher Stewart y el arqueólogo Christopher Begley. En 2015 otro grupo de expertos afirmó haber encontrado Ciudad Blanca, siendo su trabajo cuestionado igualmente. 
El 13 de enero de 2016, son transportados 52 piezas del sitio arqueológico de "Ciudad Blanca" por avión hasta el aeródromo El Aguacate en Olancho, con el fin de ser estudiados minuciosamente por expertos.
El sitio arqueológico de Ciudad Blanca, se divide en T1, T2 y T3 para estudiarse mejor sus restos en una zona posiblemente más grande que el sitio Maya de Copán

## Ruta Kao Kamasa
Desde 2010 existe la ruta de ecoturismo Kao Kamasa (por el nombre en pech Kahã Kamasa) en el departamento de Olancho, que sigue la ruta entre Santa María del Real, pasa por Catacamas y concluye en la reserva de la biosfera de Río Plátano en Dulce Nombre de Culmí.

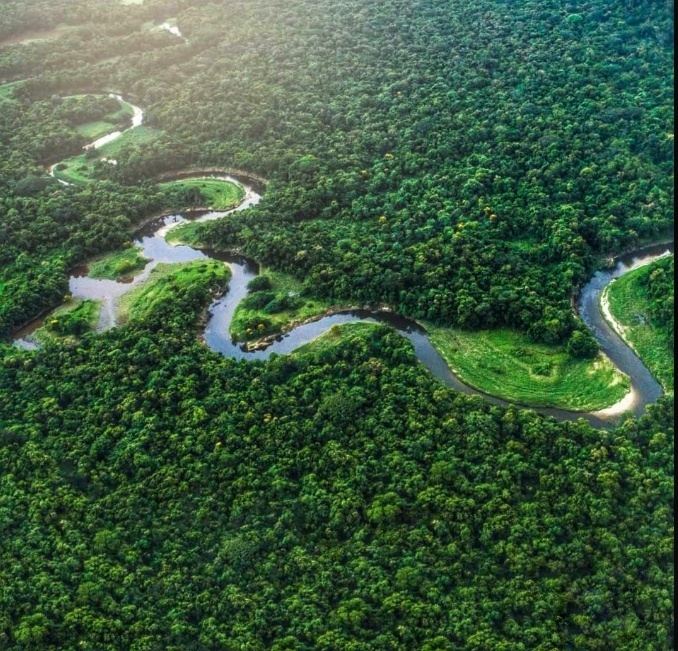
Río Plátano en la reserva de la biósfera de Río Plátano

El departamento de Olancho se encuentra en el área de influencia del extinto protectorado de Costa de Misquitos de época colonial inglesa, donde predomina el hábitat de selva tropical y sabana. Entre los indígenas de la región se cuentan los pech, misquitos, zambos mosquitos y tawakha.
La Reserva de la Biosfera del Río Plátano fue declarada en 1980. Incluye la porción del área protegida Ciudad Blanca, declarada en 1954. Durante la resolución de la disputa territorial entre Honduras y Nicaragua de 1960, el geógrafo hondureño Aguilar Paz incluyó una Ciudad Blanca, con signo de interrogación, en su mapa de República de Honduras.  Hasta los procesos de descolonización del imperio británico después de la Segunda Guerra Mundial, el imperio británico continuó ejerciendo influencia sobre Costa de Moquitos que se materializó en las disputas fronterizas entre Honduras y Nicaragua y exaltaciones nacionalistas que resultaron en la Guerra de Mocorón.
Los trabajos de 1987 del ingeniero Jorge Salaverri clasificaron la Reserva de la Biosfera del Río Plátano en tres áreas principales. En la norte predominan los misquitos, garífunas y pech con fuertes tradiciones. La central, que alcanza alturas de 1.300 msnm, está deshabitada. Consta de una selva tropical y una amplia diversidad de fauna hondureña, además del río Plátano. La región sur está más poblada, y se dan bosques degradados de hoja ancha, extensas praderas, matorrales y áreas agrícolas. Esta región también contiene sitios arqueológicos importantes y de gran tamaño.

## Hallazgos arqueológicos en la región
Las conclusiones de las exploraciones llevadas a cabo por el Instituto Hondureño de Antropología e Historia en los años 80 proponen lazos culturales entre los asentamientos del río Aner, río Plátano y río Paulaya, y la existencia de una organización política centralizada que se relacionaba con las culturas mesoamericadas del noroeste, más desarrolladas, a través de las redes de comercio de estas últimas.  Además, las evidencias obtenidas han servido para proponer la hipótesis de la existencia de un territorio Pech, a lo largo de las regiones Papayeca (Atlántida), Guaimura (islas de la Bahía) y Peicacura (actuales Yoro y Olancho
En el siglo XVI, las fuentes indican que en la región nororiental de Honduras existían señoríos indígenas de origen Pesh, que fueron influenciados por los nahuas provenientes del actual México, como los mexicas. Su máximo gobernante era el cacique, quien ejercía su poder sobre su territorio desde una cabecera, que incluía pueblos vasallos.
Estas sociedades precolombinas del centro-oriente y nororiente de Honduras producían artefactos de piedra en una escala masiva, que se encuentran en cualquier lugar y cualquier tamaño, con una iconografía casi estandarizada producida con gran maestría. La iconografía se caracteriza por formas específicas, observándose también artefactos de piedra pulida como metates trípodes y las vasijas cilíndricas de piedra.  Los metates del oriente de Honduras son del tipo artesa o “lomo de tortuga” generalmente de 5 cm de altura, y el metate trípode con lomo hundido. Algunos de estos metates incluyen decoraciones como cabezas talladas de animales (reptiles, aves o felinos) y patrones geométricos en los laterales.
Las familias lingüísticas y grupos indígenas correspondientes al área lingüística colombiano-centroamericana son los jicaques, los de lengua chocó y de lengua lenmichí, que incluye la los lenca, la lengua misumalpa y la lengua chibcha. El idioma paya es la única lengua chibcha que se ha conservado en territorio hondureño.

## Ciudad Blanca en la cultura popular
La leyenda de la Ciudad Blanca es ampliamente conocido en Honduras. En junio de 2012, el diario hondureño El Heraldo contó con una serie de varios capítulos en la leyenda de la Ciudad Blanca y restos arqueológicos en la Reserva de la Biosfera del Río Plátano.

### El Xendra (2012)
En 2012, el cineasta hondureño Juan Carlos Fanconni dirigió El Xendra, una película largometraje de ciencia ficción filmado en Honduras. En la película, cuatro científicos experimentan una serie de eventos paranormales que les llevan a un lugar llamado Ciudad Blanca. El elenco incluyó a Juan Pablo Olyslager Muñoz (Carlos), Boris Barraza (Doc), Rocío Carranza (Marcela) y Fabián Sales (Diego). La comercialización de la película en referencia al fenómeno de 2012.

### Jungleland
El libro de no ficción de 2013 Jungleland del periodista Christopher Stewart relata su exploración del hábitat o selva de Gracias a Dios en busca de la Ciudad Blanca. Begley ayudó a dirigir el viaje, que llevó a Stewart a un sitio arqueológico documentado previamente con la arquitectura monumental. La historia llega a su clímax cuando Stewart y Begley llegan a las grandes ruinas, que pueden o no haber sido lo que Morde encontró. Se termina con una nota filosófica. El sitio no puede ser posiblemente la "Ciudad Blanca", Begley explica, "porque la ciudad blanca siempre debe perderse" por definición.

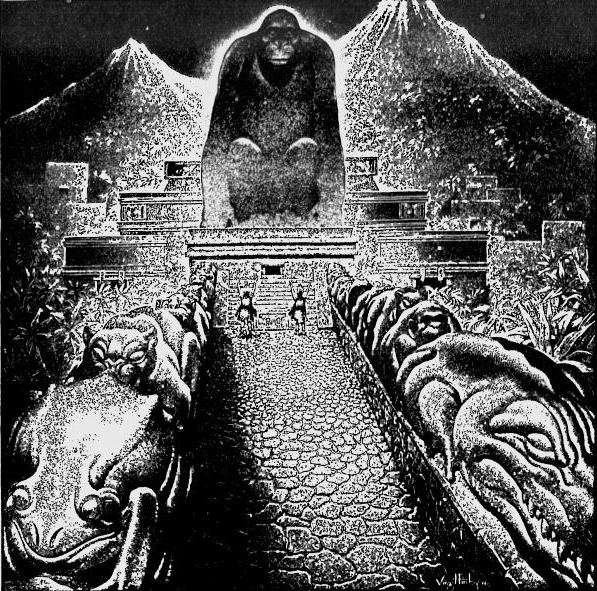
Ilustración de la Ciudad Perdida del dios Mono publicada en The American Weekly (1940)

### Leyenda del Dios MonooLegend of the Monkey God (2015)
El 4 de octubre de 2015, el National Geographic (canal de televisión) estrenó Leyenda del Dios Mono, un documental sobre la búsqueda de director Steve Elkins para encontrar la Ciudad Blanca. Cuenta con entrevistas a Elkins y al autor Douglas Preston, que le acompañó a la expedición de 2015 en Honduras, así como con Stewart y al arqueólogo norteamericano John Hoopes, quien expresa su escepticismo sobre las interpretaciones. El 31 de octubre de 2021, el Science Channel estreño Lost City of the Monkey God, un documental producido por Bill Benenson y dirigido por Elkins. Cuenta con entrevistas a Elkins, Preston, Hoopes, el arqueólogo Christopher Fisher y la arqueóloga Rosemary Joyce.